# クイーン・エリザベス2
「クイーン・エリザベス2」（クイーンエリザベス ツー、RMS Queen Elizabeth 2もしくはQE2）は、イギリスの海運会社であるキュナード・ラインが保有していたクルーズ客船で、20世紀後半を代表する客船である。

## 概要
キュナード・ラインのフラグシップとして1969年に就航し、最後の大西洋定期横断航路専用客船として使用された。同定期路線からの撤退後はクルーズ船として使用され2008年に引退した。
日本語文献では「クイーン・エリザベス2世号」と記されることもあるが、船名はイギリス女王のエリザベス2世にちなむものではなく、先代の客船「クイーン・エリザベス」の後継であることによる。そのため、名称は Queen Elizabeth 2 (Two) であってII (The Second) ではないとする説が有力である。しかし、1967年9月29日のジョン・ブラウン造船所の進水式において、臨席したエリザベス女王は"I name this ship Queen Elizabeth the Second. May God bless her and all who sail in her."（この船をクイーン・エリザベス2世と名付けます。この船と乗船者全員に神のご加護がありますように。）と宣言し、それがBBCにより放送された。
船名の前に冠する「RMS」とは、イギリスとイギリス連邦、イギリスの植民地の民間船で郵便物の輸送に用いられる船につけられる艦船接頭辞「Royal Mail Ship」の略称であり、これを冠することは名誉なこととされる。

## 船歴

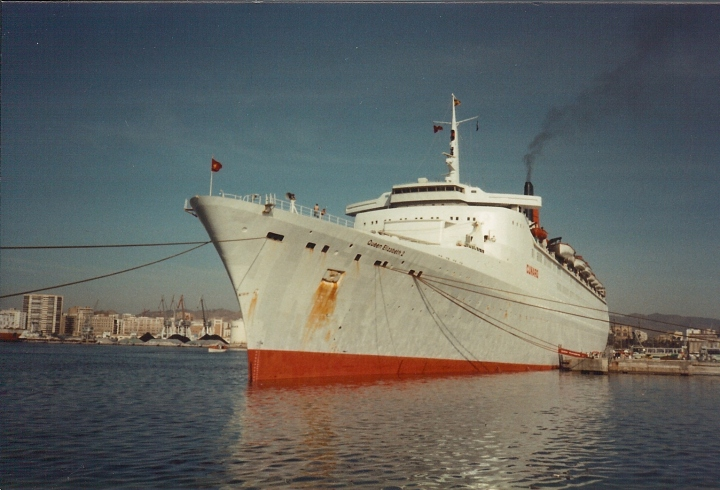
フォークランド紛争時に軍の輸送船として徴用され塗装を変えられたクイーン・エリザベス2

1969年に就航したが、1950年代後半の大西洋横断路線へのボーイング707やダグラス DC-8などの大型ジェット旅客機の就航を受けて、「クイーン・メリー」をはじめとする北大西洋定期横断航路の乗客が急激に減り、採算性が低下していたことを受けて、「クイーン・メリー」よりも小さいサイズで作られ、さらにパナマ運河の通過も考慮され幅も32メートルと細く設計された。
しかし、本船の就役に先立ち1967年には先代の「クイーン・メリー」（81,237総トン）が、1968年には先代の「クイーン・エリザベス」（83,673総トン）が退役していたため、就役時の69,053総トンはフランスのジェネラル・トランスアトランティック社「フランス」（1962年就役、66,343総トン）を抜いて世界最大の客船で、2004年に「クイーン・メリー2」が就役するまではキュナード・ラインのフラグシップであった。
サウザンプトンを母港として、主に北大西洋定期横断航路に使用されたが、1970年代に入って同航路が定期横断航路として衰退し、その後撤退したことを受けてしばしば世界一周クルーズを行い、日本にも1975年3月5日に神戸港のポートターミナルQ2バースへの初入港以来、何度か寄航している。
1982年に勃発したフォークランド紛争時にはイギリス海軍に徴用され、同海軍の輸送艦として使用された。その際の傭船料は一日225,000ドルであった。収容した兵士の数は3,500名余りであった。フォークランド諸島への兵士の上陸はP&O社の「キャンベラ」に一旦移乗させ同船からの上陸という形をとった。イギリスを代表する客船ということもあり、もし本船がアルゼンチン軍の攻撃により撃沈された際には、国家の威信を傷つけ、イギリス軍の戦意喪失にもつながりかねないことから、あえて戦闘地域には近づかなかった。しかし徴用によって内外装が大きく傷んだことから、その後改修を受けている。紛争直後に日本に寄港した際は、通常見られる白+黒ではなく、白+灰色の若干の低視認性を図った塗装であった。
1987年には動力をすべて蒸気タービンからディーゼル電気推進に換装する大改装を受けた。この際キャビンの増設工事も施工され、総トン数は7万トンを超えた。
数少ない遠洋航海の客船の生き残りで、パナマ運河を通過するため細長い船形であるため、クルーズ船として使うには若干不便な面がある上に、度重なる改装によって船内が雑然としており、老朽化から来る不具合も散見された。遠洋航路時代の伝統から、サービスはモノクラスが基本なクルーズ船にあって、部屋の等級によって利用できるレストランが違うのがサービス面の特徴で、そのため『ベルリッツ・クルーズガイド』では複数のレーティングを保持している。
2008年に客船としては退役し、アラブ首長国連邦のドバイで海上ホテルとして使用されるため、「クイーン・メリー2」を従えた引退航海の後に、ドバイまで回航され係留された。しかし計画は予定通りには進まず、2012年には計画中止の上、売却解体の方針が報じられた。その後、2013年1月には、シンガポールの投資会社が現在の所有者からリースの上、アジア地域で海上ホテルとして活用する計画と報道されていたが、結局2018年4月に当初予定通りドバイにて「クイーン・エリザベス2ホテル」として開業した。オープン初日には同日にドバイに寄港した3代目「クイーン・エリザベス」の乗客がオープニングセレモニーに招待された。
キュナード・ラインの親会社カーニバルは、2007年10月10日の記者会見で、新たに建造するクルーズ客船に、次代の「クイーンエリザベス」と命名すると発表した。新「クイーン・エリザベス」は「クイーン・メリー2」の同級船ではなく、「クイーン・ヴィクトリア」の準姉妹船として建造され、2010年に就航した。

## 技術面

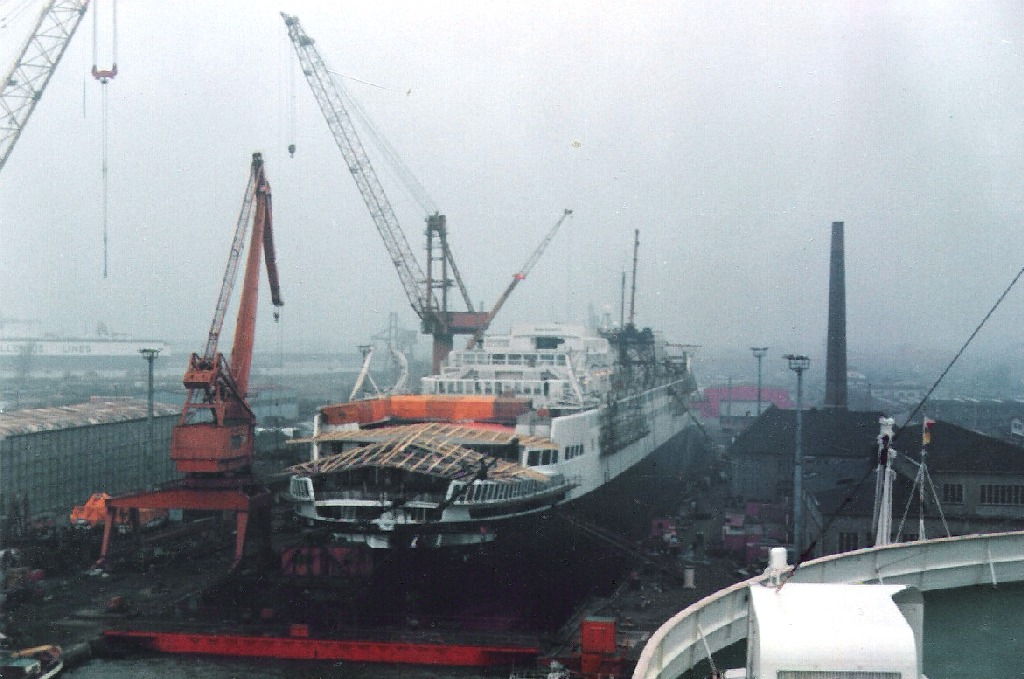
ブレーマーハーフェン造船所で機関換装中の本船

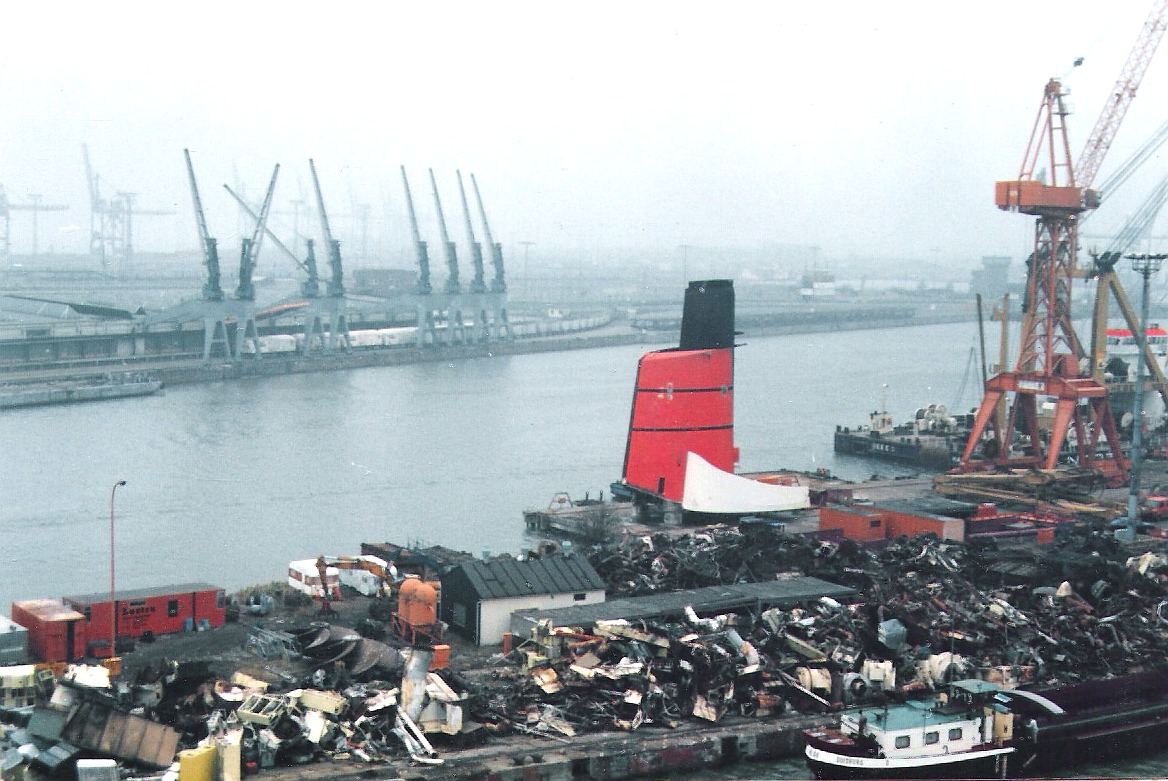
機関換装のためファンネルを外したところ

本船は就役当初から世界有数の高速客船であった。就航当初の機関はFoster Wheeler E.S.D II重油ボイラー3基・Brown-Pametrada社製の蒸気タービン2基で最大110,000馬力（通常出力は94,000馬力）の出力を発揮し、2機6葉の固定ピッチスクリューを駆動していた。軸単位で言えばアメリカ海軍の通常推進型空母に匹敵する高性能であり、当初は機関故障に悩まされた。1974年4月には缶の故障で航海中に漂流する事態に陥り、他社のクルーズ客船「シー・ヴェンチャー」の救援を受けた。なお「シー・ヴェンチャー」は後にプリンセス・クルージズに買収されて「パシフィック・プリンセス」と改名され、カリブ海クルーズの人気に火をつけたテレビドラマ『ラブ・ボート』の撮影舞台となった。
蒸気パワープラントは航海速力28.5ノット時で24時間に520トンの重油を消費する効率の悪いものであり、1973年のオイルショック以後は採算を取るのが困難となっていた。また、上述のように船が漂流してしまうなどの問題を抱えており、さらにボイラーやタービンの修理用部品の入手も困難になりつつあった。就航後17年にして、キュナード・ラインは新造するか効率の良いディーゼルに換装するかの選択を迫られた。設計から建造まで造船所で数年待たされる新造船の建造よりも、6か月の期間で運航に復帰し、さらに20年間運航を延長できて安上がりな後者が選択された。
1986年から1987年にかけて、6か月にわたる改修工事が実施された。工事はドイツのロイド・ヴェルフト社で施工され、古いパワープラントは撤去・解体のうえドイツMAN社のL58/64・9気筒中速ディーゼル機関9機に換装、砕氷船「しらせ」と同じ推進方法であるディーゼル電気推進を搭載した。それぞれの発電機は10.5メガワット出力で10,000ボルトである。この発電プラントは変圧器を介してホテルサービスと2機の推進モーターを駆動する。これらのモーターは、44メガワット出力の同期式で、スクリュー・プロペラは直径9メートル、重量400トンである。巡航速度は28.5ノット（52.8キロメートル毎時）で、7機のディーゼル発電機を使用する。新型の機関の最大出力は130,000馬力で、以前の110,000馬力より大幅に向上した。燃料消費は以前と同じIBF-380（'C'重油）を使用しつつ、35%節約することに成功した。ファンネルは9機のB&Wディーゼルエンジンの排気管を通すため、より幅広のものに交換された。機関換装後は28.5ノット航海時の燃料消費量が一日380トンへと削減された。なお、この速度では搭載されたディーゼル発電機9基中7基の運転で十分であり、航海中でも常時2基以上の発電機を停止してメンテナンスを行っている。工事終了後の全力運転試験では33ノット以上の速力を発揮した。
同様に固定ピッチスクリューは可変ピッチ式に交換された。古い蒸気タービンでは前進と停止だけだったが、新しい可変ピッチブレードによって同じ回転方向でも後進することができるようになり、短距離で停船が可能となって操船性が大幅に向上した。新しいスクリューにはグリムホイールが装備された。これはスクリューの後ろで空回りすることで渦流を推進力に換え、燃料消費率を2.5から3%向上させることを企図されていたが、試験運航後ドライドックに入渠した時に、羽根が破損しているのが発見され、ホイールは外された。なお、この大規模改装時に交換した青銅製スクリューからゴルフクラブが製造され、限定販売された。
これら改修にかかった費用は約1億ポンドに達した。
機関換装後の最初のクルーズでは、ディーゼル発電機の調整不良のため煤煙が生じ、乗客の衣服を汚損したためクリーニング代金の負担や乗船料金の一部返還などに至った。

## トラブル
1973年5月、本船に対しての爆破予告と身代金35万ドルを要求する脅迫事件が発生し、大西洋を航行中の本船にイギリス軍特殊部隊の隊員などが洋上降下で乗り組んで捜索活動を行った。結局、爆破予告は虚言で身代金も奪われることはなく、犯人は後にFBIに逮捕され懲役20年に処せられた。
2000年7月4日、20世紀最後のアメリカ独立記念日を祝う洋上式典に参加するためニューヨーク港に入港した際、係留されていた海上自衛隊の練習艦「かしま」に接触する事故を起こした。双方に大きな被害はなかったが、本船乗組員は謝罪のため「かしま」を訪れた。その際「かしま」艦長の上田勝恵一等海佐（当時）は「幸い損傷も軽微で、別段気にしておりません。それよりも女王陛下のキスを賜り光栄に思っております」とコメントを返した。

## 日本における評価
本船は、日本のマスメディアからは21世紀に入っても「世界最大の客船」と紹介されることが多かったが、実際に総トン数で世界最大だったのは就役時から1980年までで、同年客船「フランス」を改装したクルーズ客船「ノルウェー」（7万0202総トン）が再就役して世界最大客船の座を奪っている。その後QE2は1987年のエンジン換装と同時に施されたキャビン増設で一時的に世界最大の座に返り咲いたが、1988年にはロイヤル・カリビアン・クルーズラインの新造クルーズ客船「ソブリン・オブ・ザ・シーズ」（7万3192総トン）が就役し、その後はクルーズ客船の際限のない巨大化に伴い順位を落としている。2007年時点での総トン数ランキングでは100位前後となっていた。
それにもかかわらず、日本のメディアによる本船の扱いは客船の中でも別格だった。日本では英国女王の名を冠したためとも、昔日の「豪華客船」を彷彿とさせるイメージがあるためともいわれるが、いずれにしてもその突出した扱いに引きずられてクルーズ客船を一概に「豪華」客船と捉えるメディアの姿勢が日本における大衆クルーズの発展を阻害しているという船舶関係者からの指摘もある。
1989年には横浜博覧会開催にあわせ、横浜市・横浜商工会議所・三井物産・西洋環境開発等の出資により第三セクター「ポートヨコハマ130」を設立しチャーターを行い、ホテルシップとして約2か月間横浜港大さん橋に停泊した。また同年、日本テレビ系バラエティ番組『笑点』の「大喜利」コーナーで、座布団10枚の賞品として本船でのロケが行われた。1989年12月から1990年6月には、丸紅・サッポロビール・松下電器産業など大手企業19社が出資した「マリン・レジャー開発」のチャーターにより、日本近海での12回のクルーズや東京港・大阪港に停泊してのホテルシップが実施された。
現役最後の世界一周クルーズでは、2008年3月19日に日本で唯一の寄港地となった大阪港天保山岸壁に入港した。

## ギャラリー

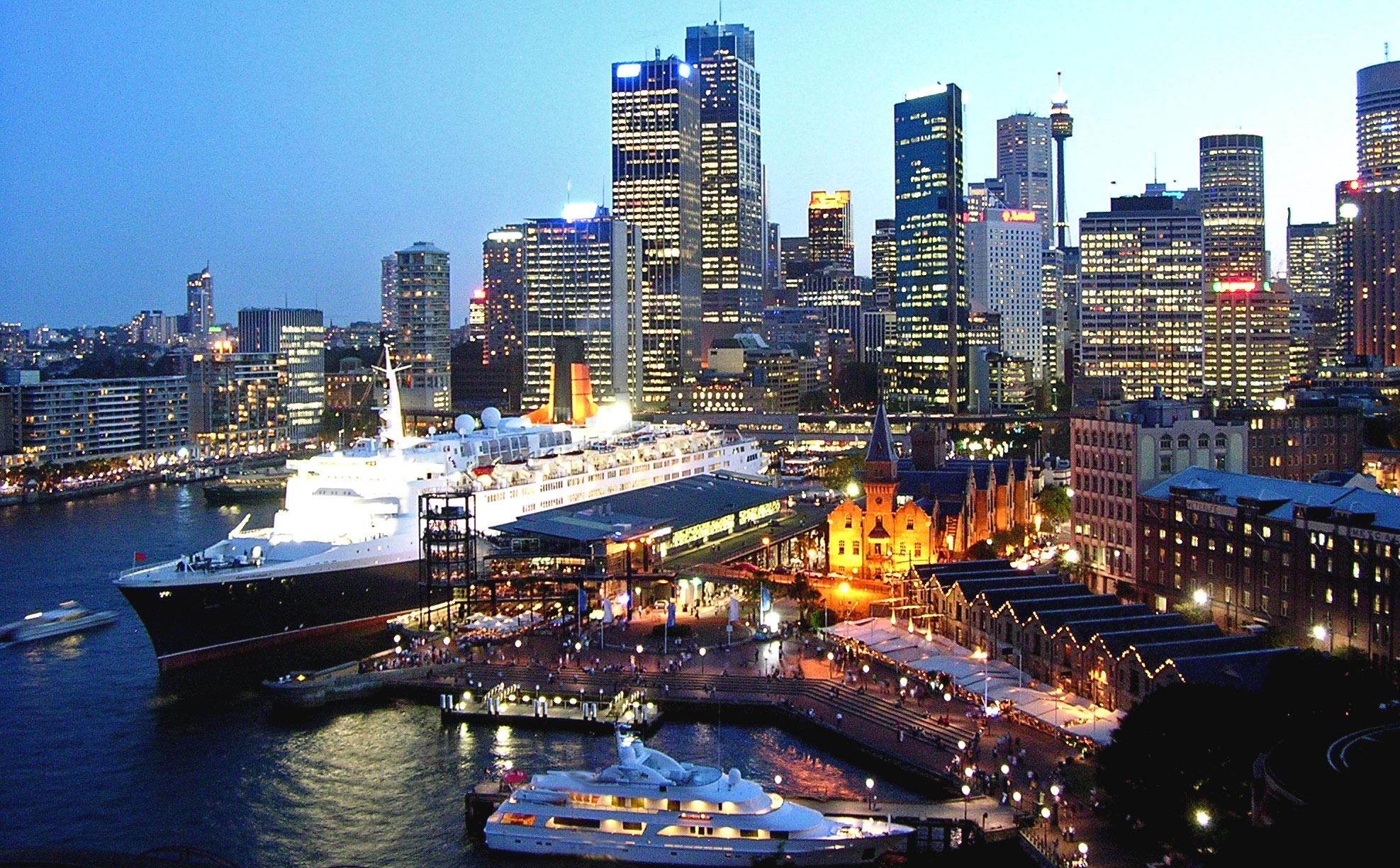
シドニー港で
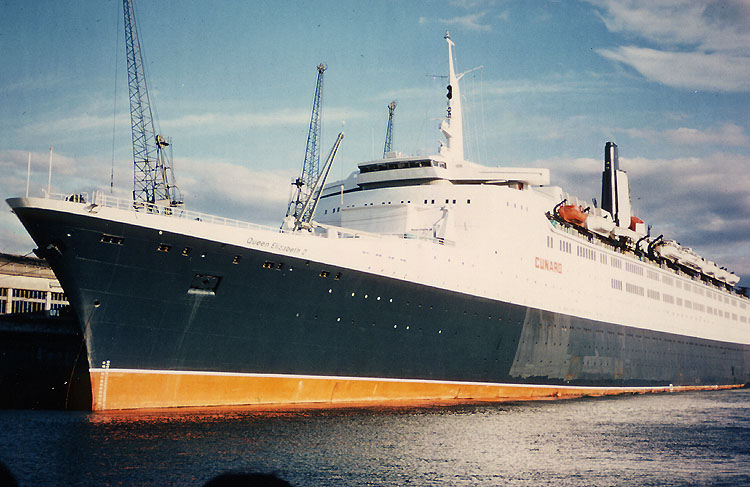
イギリス、サウサンプトンのドックで（1976年）
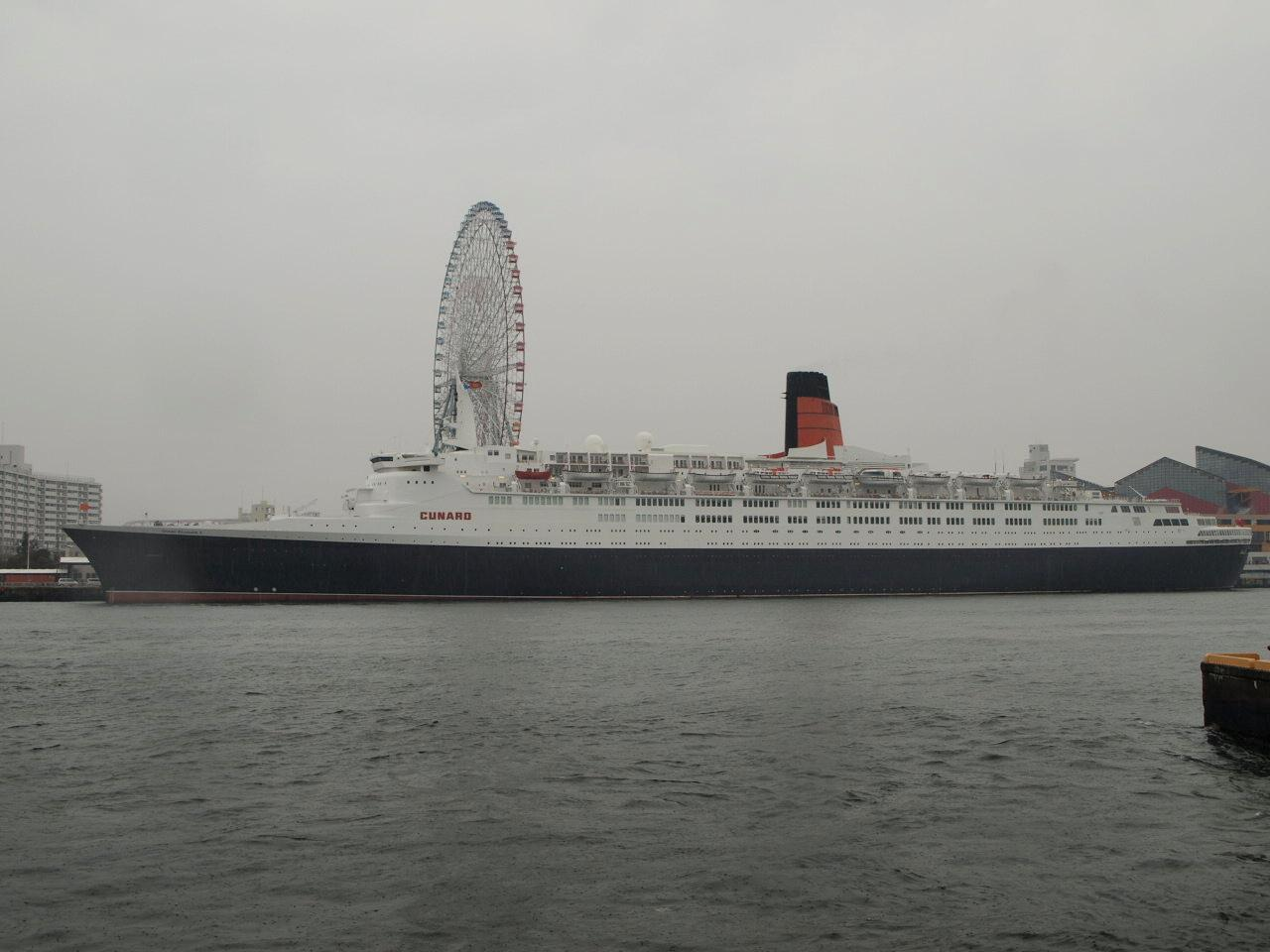
大阪港天保山岸壁に接岸中の本船（2008年3月19日）
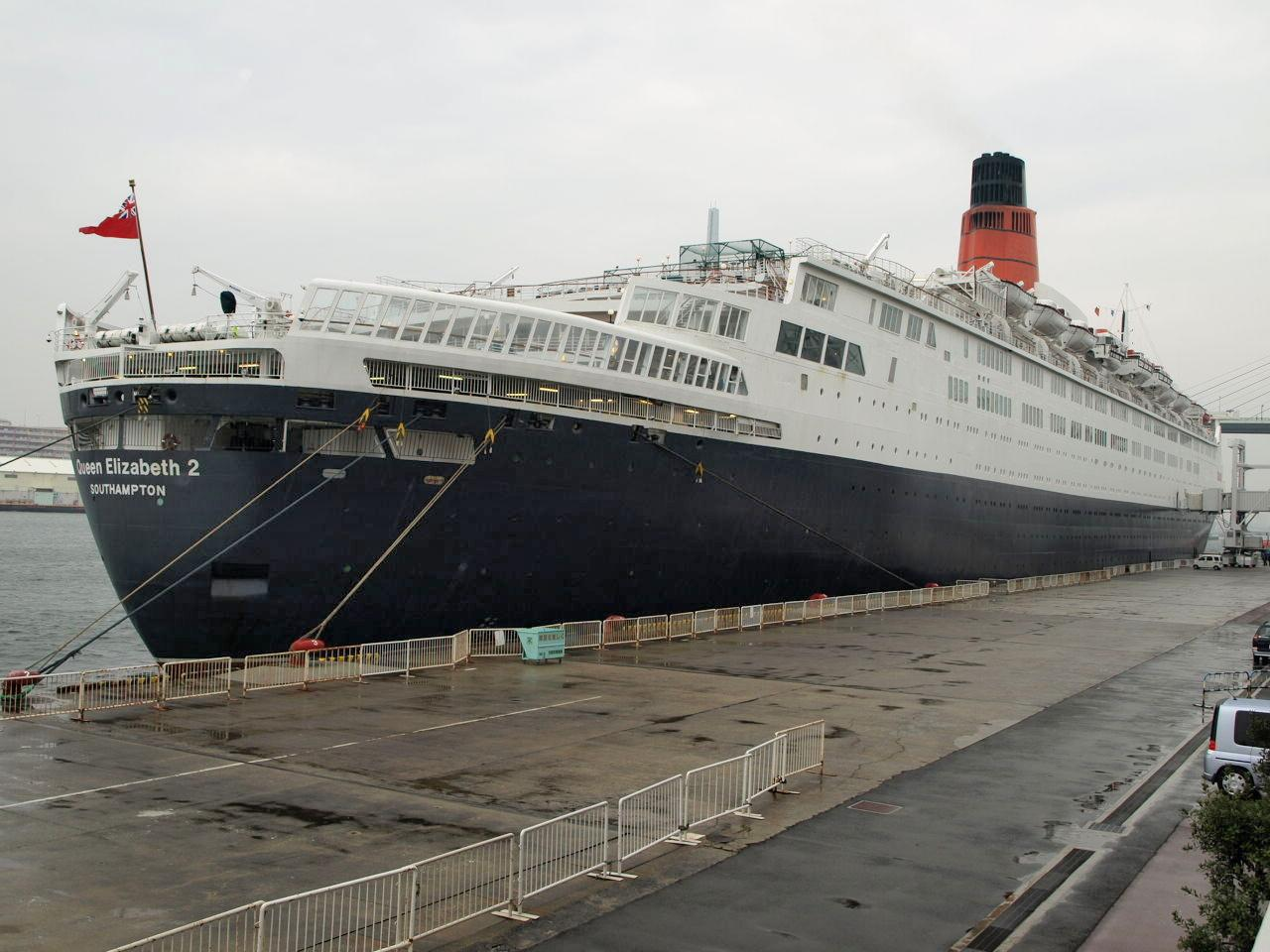
右舷船尾方向よりのぞむ（2008年3月19日）
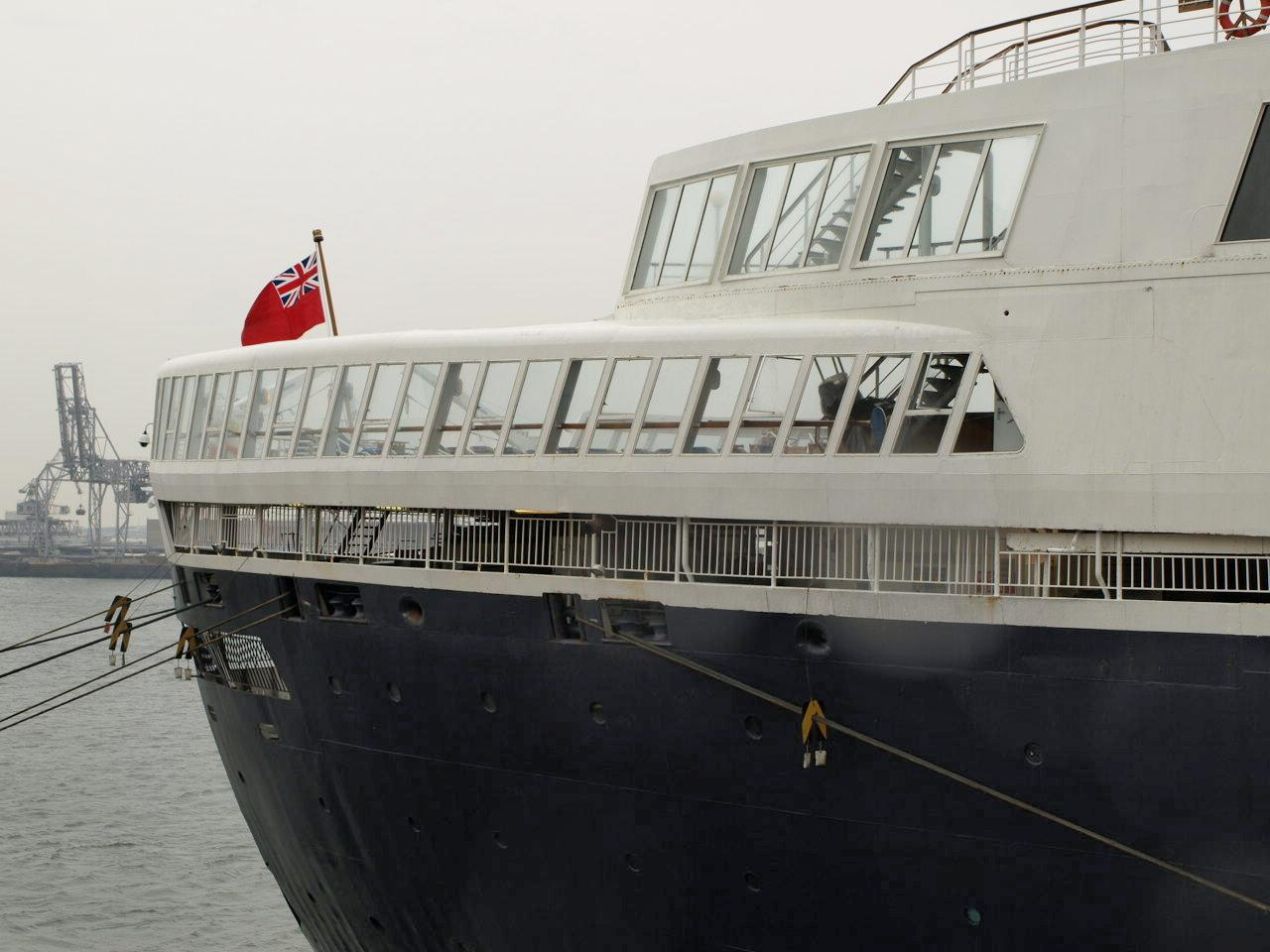
船尾部分。イギリス商船旗（レッド・エンサイン）を掲げている（2008年3月19日）
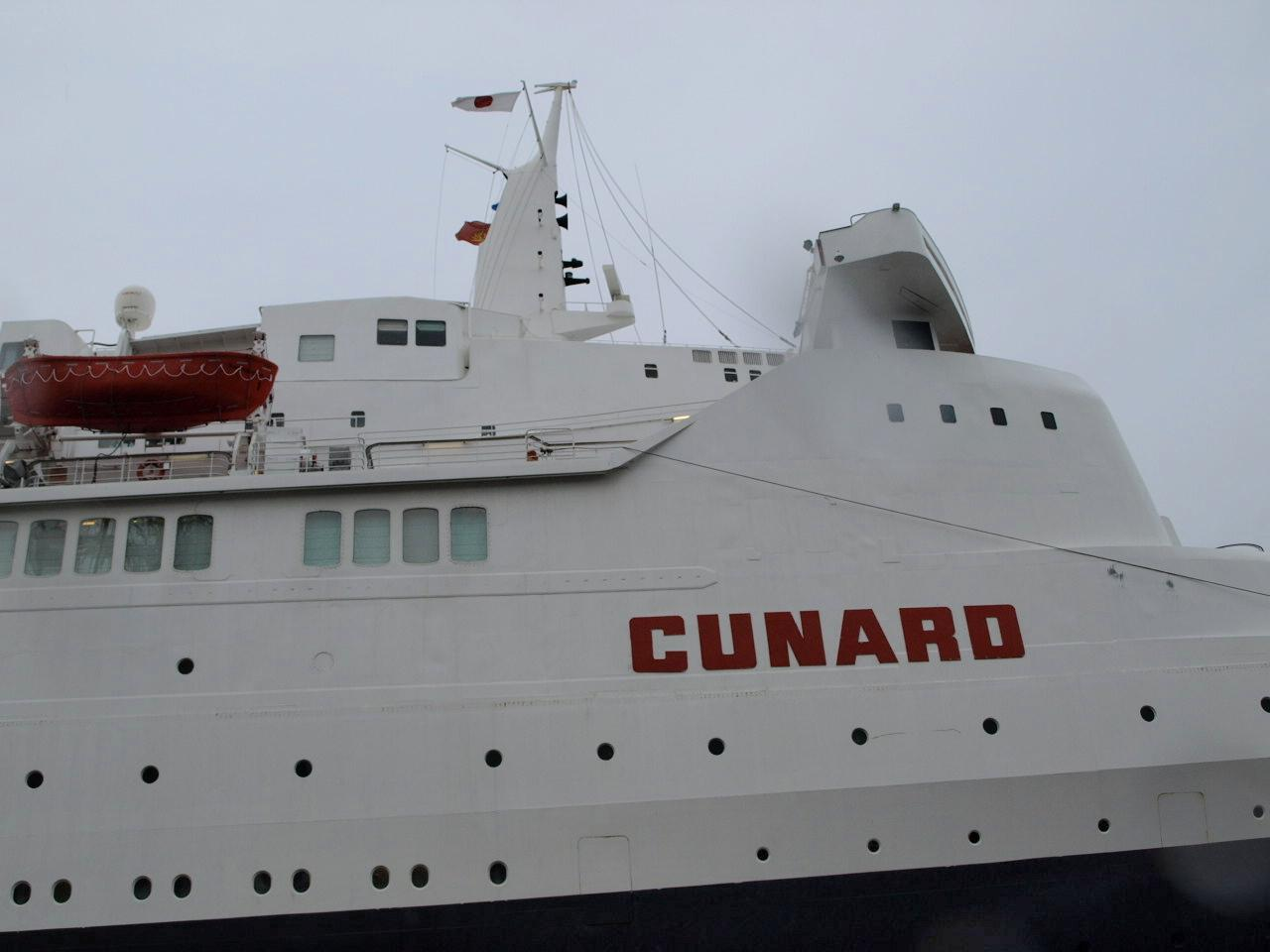
船橋（ブリッジ）部分。マストに日の丸を掲げている（2008年3月19日）
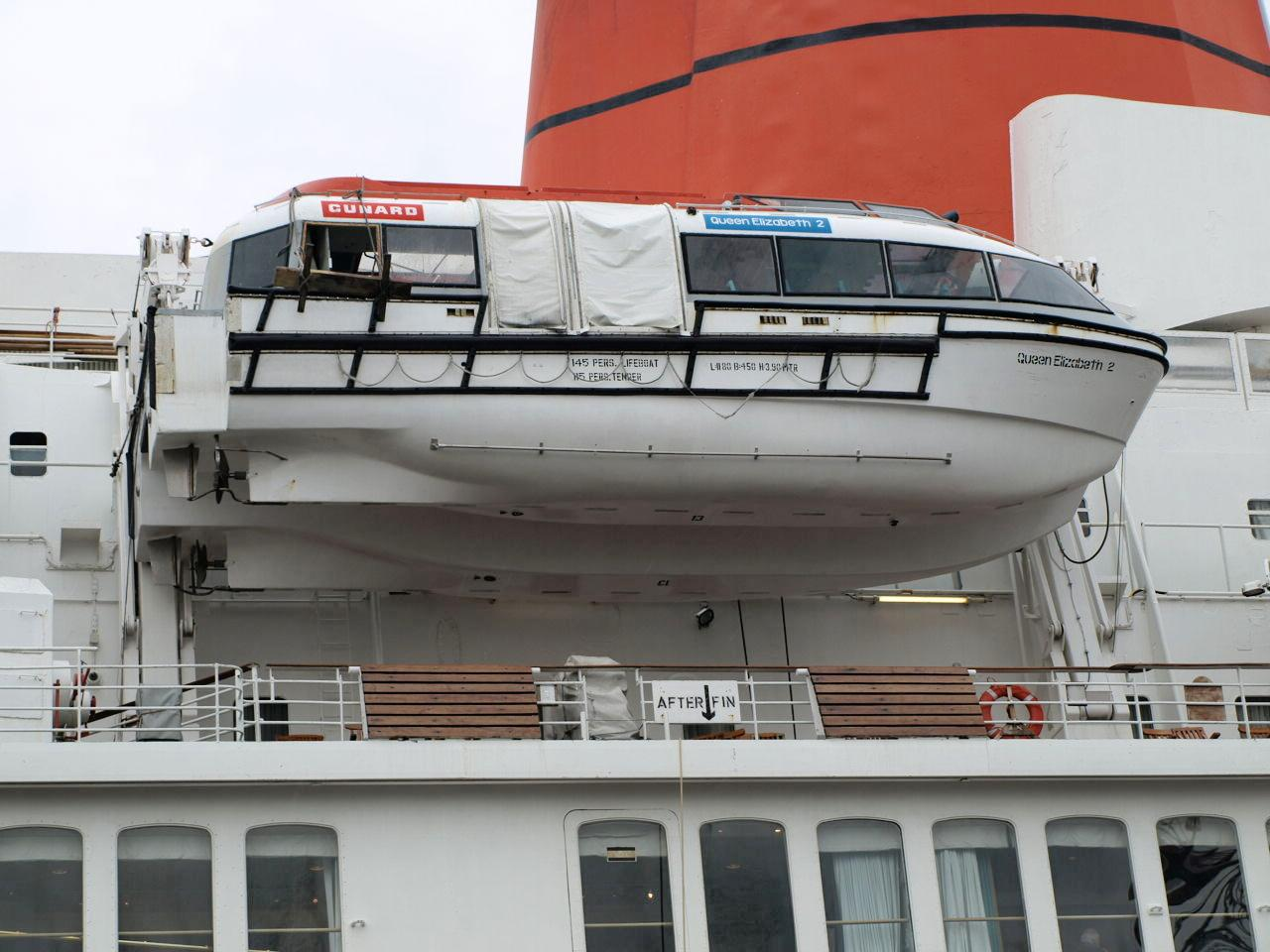
右舷13番救命ボート（2008年3月19日）